# Isla Partida (Baja California)
Isla Partida es una isla de origen volcánico de México ubicada en la parte centro norte del golfo de California o mar de Cortés: es homónima de una isla, situada más al sur de ese mismo golfo o mar, ubicada junto a la Isla Espíritu Santo. La isla a la que referencia el presente artículo pertenece a Baja California: específicamente, se encuentra dentro de la jurisdicción del municipio de Mexicali, aunque está mucho más próxima a las costas del municipio de Ensenada.

## Geografía
La isla tiene poco más de 95 hectáreas de extensión, su longitud máxima supera un poco los 2 km en sentido nornoreste a sur-suroeste y su anchura máxima, la que se encuentra en el extremo norte de la isla, es de aproximadamente 800 metros en sentido noroeste a sureste. 
La isla se encuentra en la región de las grandes Islas del golfo de California, dista poco más de  12.4 km de la Isla Ángel de la Guarda que se encuentra al nornoroeste, alrededor de 47.3 km de la Isla Tiburón al este, aproximadamente a poco más de 8 km de la Isla Rasa al sur, y a poco menos de 18 km de costa de la península de Baja California. A una distancia de menos de una milla, circundando la isla, se encuentran los islotes: Roca Blanca, Roca Cardonosa y un islote sin nombre, al oeste, norte y oeste respectivamente.
Se trata de una isla deshabitada; la localidad de mil o más habitantes más cercana a esta isla es Bahía de Kino, municipio de Hermosillo, que se encuentra a poco menos de 98 km al este y la localidad de Baja California más cercana es Bahía de los Ángeles, que se encuentra a casi 50 km al oeste. Las coordenadas de Isla Partida son 28°53'28 de latitud norte y 113°2'19 de longitud oeste.

## La isla Partida como parte de un área natural protegida
Desde 1995 esta isla está incluida junto con otras 243 islas e islotes del golfo de California como una de reservas de la biósfera por parte de la UNESCO, y en 2005 le es otorgado el título de patrimonio natural de la humanidad por parte de ese mismo organismo